# Hummus

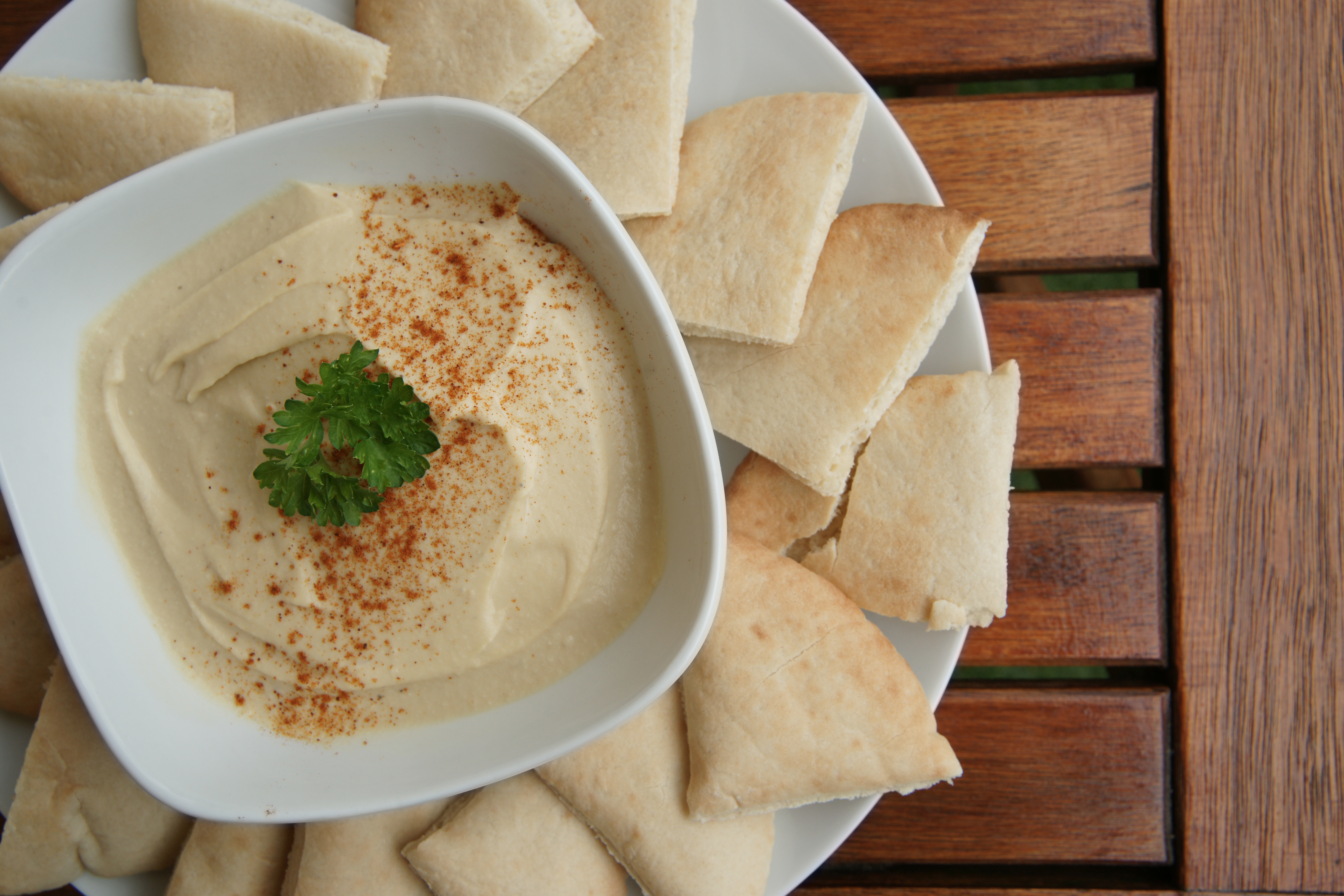
Hummus mit Pita-Brot

Hummus (arabisch حمص hummus, DMG ḥummuṣ ⓘ, hebräisch חומוס 'xumus, deutsch ‚Kichererbse‘) ist eine vorderasiatische Spezialität, die aus pürierten Kichererbsen oder Ackerbohnen, Sesammus (Tahina), Olivenöl, Zitronensaft, Salz und Gewürzen wie Knoblauch und Kreuzkümmel hergestellt wird.

## Definition
Hummus ist eine verbreitete Vorspeise, die mit dem dünnen, lappenartigen Fladenbrot Pita aufgestippt und mit anderen sogenannten Mezze (levantinische Vorspeisen, z. B. Kibbeh, Baba Ghanoush, Fatousch, Taboulé) verzehrt wird. Es zählt vor allem im Libanon, Israel und Syrien zu den Nationalspeisen, ist aber im gesamten Vorderasien als Speise verbreitet. In der Türkei ist es besonders in der Region Hatay zu finden. Das älteste bekannte Rezept für Hummus wurde in einem arabischen Kochbuch von Ibn Sayyar al-Warraq aus dem 10. Jahrhundert entdeckt.

## Wortherkunft und Wortformen
Das Wort stammt aus dem Arabischen: hummus / حمص / ḥummuṣ (dialektal) bzw. ḥimmiṣ/ḥimmaṣ (klassisch) und bedeutet „Kichererbse“. Das Wort wird im Hebräischen חומוס ['xumus] geschrieben, im Türkischen meist humus.
Laut Duden ist der Hummus (Maskulinum) ebenso korrekt wie das Hummus (Neutrum). Ferner sind im Deutschen auch die Wortformen Hommos und Hommus gebräuchlich. Im Englischen ist hummus die übliche Schreibweise, im Französischen houmous.

## Zubereitung
Kichererbsen (in einer regionalen Variante: Bohnen) werden eingeweicht und gekocht, bis sie sich leicht zu einem Brei pürieren lassen. Dieser ist umso feiner, je mehr der beim Kochen sich ablösenden äußeren Hüllen („Häutchen“) der Kichererbsen entfernt werden (für die feinste Variante werden von vornherein geschälte Kichererbsen verwendet). Dieser Brei wird mit Tahina, Olivenöl und Zitronensaft zu einer Creme verrührt. Anschließend wird er mit zerstoßenem Knoblauch, Kreuzkümmel, Pfeffer und Salz gewürzt, glattgerührt (zur Einstellung der Konsistenz wird gelegentlich auch Joghurt verwendet) und kalt serviert. Die Oberfläche wird in der Regel mit der Schmalseite eines Löffels gefurcht und/oder eingedrückt, um darin Olivenöl einlaufen zu lassen. 
Zum Schluss kann das Ganze garniert werden, in der Regel mit Petersilie, scharfem Paprikapulver, Kreuzkümmel und/oder Sumach bestreut.
Im Kühlschrank hält sich Hummus mehrere Tage; je nach Zutaten kann das Aroma dabei an Intensität gewinnen.

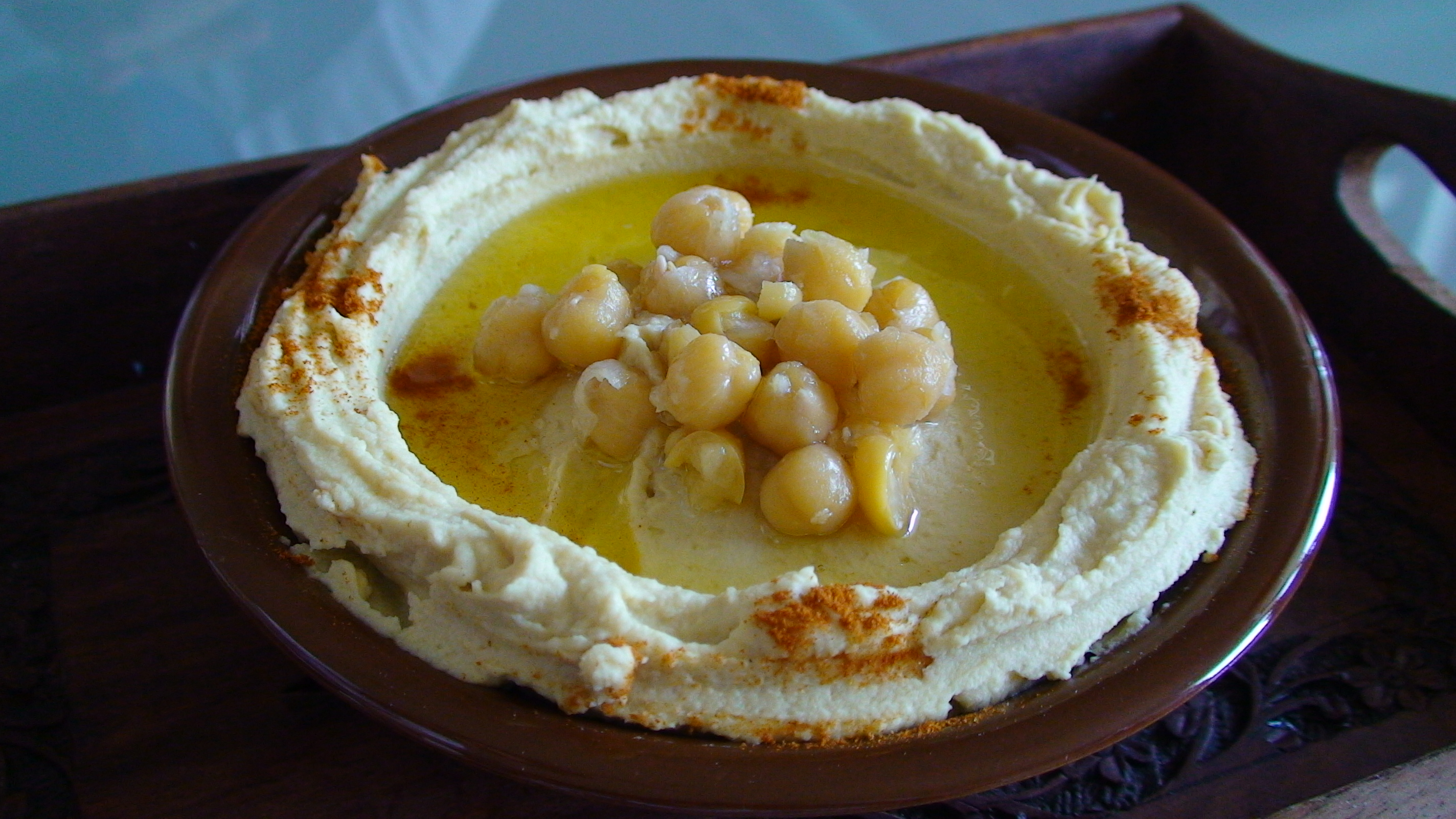
Hummus im Libanon

## Filme
- Zwei Völker – Ein Geschmack: Hummus. Dokumentarfilm, Deutschland, 2008, 20 Min., Buch und Regie: Karin Storch, Produktion: 3sat, Reihe: Kulinarische Spurensuche, Erstsendung: 12. Mai 2008 bei 3sat, Inhaltsangabe von 3sat.
- Die Kichererbsen-Story. (OT: Make Hummus Not War.) Dokumentarfilm, Australien, 2012, Kino: 73 Min., Fernsehen: 43:33 Min., Buch und Regie: Trevor Graham, Produktion: Yarra Bank Films, Ned Lander Media, Fine Cut Films, Vorschau.